# Traité de Nice
Traité d'Amsterdam (1997) Traité de Lisbonne (2007)
Le traité de Nice est un traité signé le 26 février 2001 par les États membres de l’Union européenne (UE), entré en vigueur le 1er février 2003. Il fixa les principes et les méthodes d'évolution du système institutionnel au fur et à mesure que l'UE s'élargit avec l'entrée des Pays d’Europe centrale et orientale (« PECO »).
En effet, dans la perspective d'un élargissement à 28 États membres à l'horizon 2007, les modalités de prise de décision au sein des institutions ont dû faire l'objet d'adaptations. Une nouvelle répartition des voix attribuées à chaque État au Conseil, ainsi que la définition d'un nouveau calcul de la majorité qualifiée, ont paru nécessaires au bon fonctionnement de cette instance décisionnelle menacée de paralysie.
Le traité de Nice et l'élargissement ont fait l'objet d'un référendum en juin 2001 en Irlande. Les Irlandais avaient alors dit « non » le 9 juin ; après un second référendum, ils ont finalement ratifié le traité.

## Période pré-traité
Début 2004, le système de répartition des voix au Conseil de l'Union européenne est le suivant :
- Allemagne, France, Italie, Royaume-Uni : 10 voix.
- Espagne : 8 voix.
- Belgique, Grèce, Pays-Bas, Portugal : 5 voix.
- Autriche, Suède : 4 voix.
- Danemark, Finlande, Irlande : 3 voix.
- Luxembourg : 2 voix.

La majorité qualifiée nécessite de rassembler 62 voix sur 87, soit 71,2 % des voix, alors que la minorité de blocage est atteinte avec 26 voix. C'est le système de votes pondérés : un acte est adopté lorsque le total des voix qu'il recueille est au moins égal au nombre de voix définissant le seuil de majorité qualifiée, soit 62 voix (correspondant au vote favorable d'au moins 10 États membres). La minorité de blocage peut être obtenue par trois grands États membres, ou même par deux grands États membres et l'Espagne.
Ce mode de calcul remonte aux origines de la Communauté européenne, il a été conçu de manière à favoriser les « petits pays » en leur attribuant une pondération de voix supérieure à leur poids démographique et économique. Il a été adapté aux élargissements successifs en gardant les mêmes critères de pondération des voix, ce qui l'a rendu de plus en plus déséquilibré : à 15, la majorité qualifiée représente moins de 58 % de la population, alors qu'elle représentait 70 % de la population à 6. Avant ce traité, une voix luxembourgeoise représente 200 000 habitants, tandis qu'une voix française en représente 6 000 000 et une voix allemande 8 000 000.
Le traité de Nice a amorcé la réforme institutionnelle nécessaire à l'élargissement, notamment en ce qui concerne les trois institutions principales de l'Union européenne :

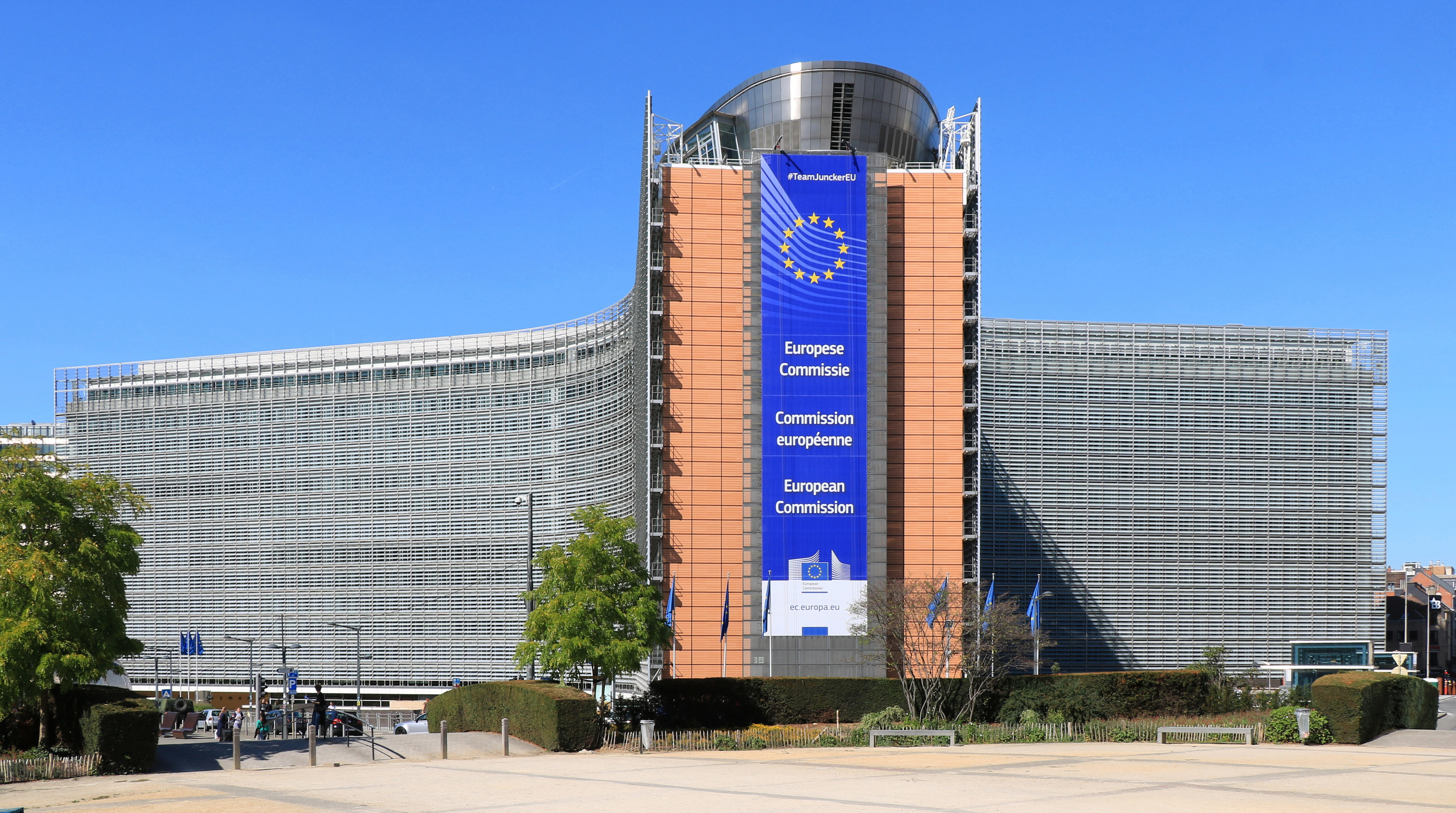
Le siège de la Commission européenne, à Bruxelles.

- Commission européenne : depuis le 1er novembre 2004, elle est composée d'un commissaire européen par État membre. La première Commission nommée lorsque l'Union compte 27 États membres se compose d'un nombre de commissaires inférieur au nombre d'États membres, nombre à déterminer lors de la signature du traité d'adhésion du 27e État. Les commissaires sont ensuite choisis sur la base d'une rotation égalitaire. Les pouvoirs du président de la Commission devraient être renforcés. La nomination des commissaires est faite à la majorité qualifiée au Conseil européen.
- Parlement européen : le nombre maximal de députés est fixé à 732 (contre 700 début 2004) pour une Europe à 27.
- Conseil de l'Union européenne : le système de prise de décision à la majorité qualifiée est modifié à partir du 1er mai 2004. En outre le vote à la majorité qualifiée est étendu à de nouveaux domaines.

Le traité de Nice modifie les règles de vote et prévoit de nouvelles procédures applicables à partir du 1er novembre 2004 (après une période transitoire allant du 1er mai au 31 octobre 2004). Un acte sera adopté à la majorité qualifiée lorsque les trois critères suivants seront remplis :
- un seuil de majorité qualifiée à : 232 voix sur 321 pour une Europe à 25, et 255 voix sur 345 dans une Europe à 27, soit respectivement 72,2 % et 74 % de votes favorables.
- un critère de majorité, dit règle des « filets d'états » : toute majorité qualifiée doit réunir une majorité simple d'États membres, soit 13 États membres pour une Europe à 25 ou 14 États membres pour une Europe à 27. Cette mesure ne concerne que les propositions émanant de la Commission.
- un critère de population : la clause démographique permet à chaque État membre de demander qu'il soit vérifié que la majorité qualifiée représente au moins 62 % de la population totale de l'Union. Toutefois cette clause ne s'applique qu'aux seules décisions regroupant l'ensemble des États membres. Elle ne s'applique donc pas aux coopérations renforcées et à celles relevant de l'espace Schengen.

C'est le vote pondéré qui reste le critère déterminant pour l'adoption, puisque dans la grande majorité des cas un vote égalant ou dépassant le seuil de majorité qualifiée répond également aussi aux critères de la majorité simple des États membres et de 62 % de la population.
Ce traité prévoit sa propre modification, l'idée est qu'il fasse l'objet d'une révision rapide, car il est reconnu insuffisant par un très grand nombre.

## Période transitoire
Entre le 1er mai et le 31 octobre 2004, période de transition institutionnelle pendant laquelle s'appliqueront les dispositions transitoires prévues par le traité de Nice, on se contentera d'extrapoler les règles actuelles de répartition des voix, les États membres actuels gardant le même nombre de voix et les nouveaux États membres ayant un nombre de voix attribué selon leurs poids relatifs :
- Allemagne, France, Italie, Royaume-Uni : 10 voix.
- Espagne, Pologne : 8 voix.
- Belgique, Grèce, Pays-Bas, Portugal, République tchèque, Hongrie : 5 voix.
- Autriche, Suède : 4 voix.
- Danemark, Finlande, Irlande, Estonie, Lettonie, Lituanie, Slovénie, Slovaquie : 3 voix.
- Luxembourg, Chypre, Malte : 2 voix.

La majorité qualifiée est atteinte avec 88 voix sur 124 (soit 71 % des voix), représentant au moins la majorité simple des États membres si la proposition émane de la Commission, ou 2/3 des États membres si la proposition n'émane pas de la Commission. La minorité de blocage représente 37 voix.

## Période post-traité
À partir du 1er novembre 2004, la prise de décision à 25 se fait avec la répartition des voix suivante :
- Allemagne, France, Italie, Royaume-Uni : 29 voix.
- Espagne, Pologne : 27 voix.
- Pays-Bas : 13 voix.
- Belgique, Grèce, Portugal, République tchèque, Hongrie : 12 voix.
- Autriche, Suède : 10 voix.
- Danemark, Finlande, Irlande, Slovaquie, Lituanie : 7 voix.
- Luxembourg, Lettonie, Slovénie, Estonie, Chypre : 4 voix.
- Malte : 3 voix.

La majorité qualifiée est atteinte avec 232 voix sur 321 (soit 72,2 % des voix), représentant au moins la majorité simple des États membres si la proposition émane de la Commission, ou 2/3 des États membres si la proposition n'émane pas de la Commission. La clause de vérification représente un seuil de 62 % de la population totale. La minorité de blocage est de 90 voix.
La procédure de prise de décision à 27, se fait avec la même répartition des voix, mais avec 10 voix pour la Bulgarie et 14 voix pour la Roumanie. La majorité qualifiée est atteinte avec 255 voix sur 345 (soit 74 % des voix), représentant au moins la majorité simple des États membres si la proposition émane de la Commission, ou 2/3 des États membres si la proposition n'émane pas de la Commission. La clause de vérification représente un seuil de 62 % de la population totale. La minorité de blocage est de 91 voix.
À la suite de l'échec du traité établissant une Constitution pour l'Europe en 2005, le traité de Nice constitua la base du fonctionnement institutionnel de l'Union européenne jusqu'au traité de Lisbonne qui entra en vigueur le 1er décembre 2009.

## Signataires

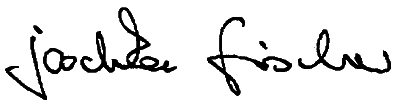
Allemagne : Joschka Fischer, vice-chancelier et ministre des Affaires étrangères
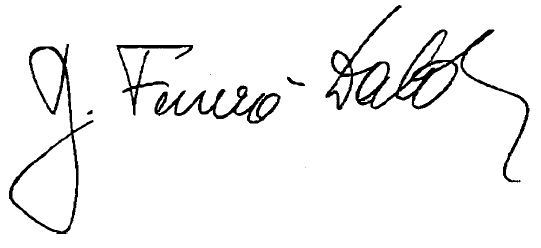
Autriche : Benita Ferrero-Waldner, ministre des Affaires étrangères
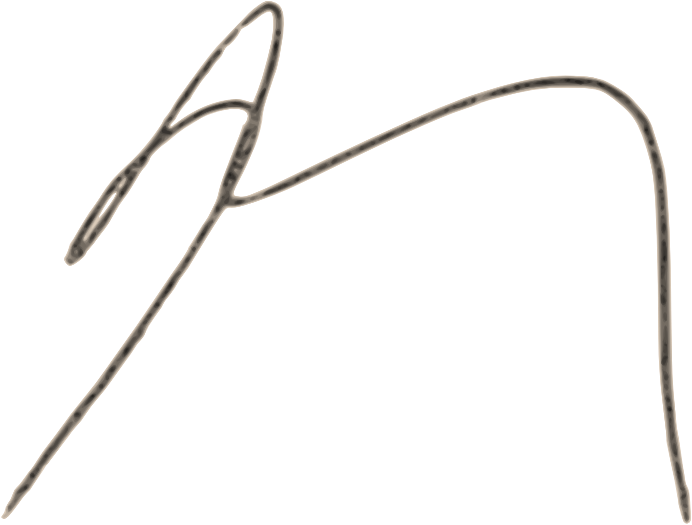
Belgique : Louis Michel, vice-premier ministre et ministre des Affaires étrangères
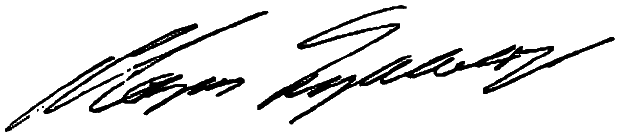
Danemark : Mogens Lykketoft, ministre des Affaires étrangères
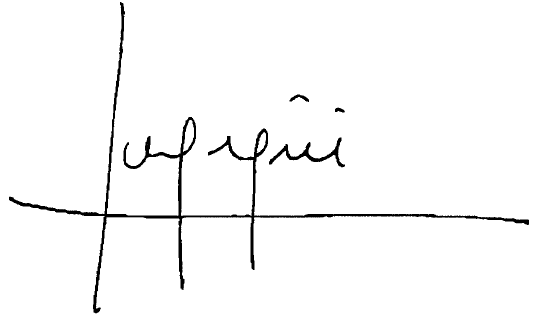
Espagne : Josep Piqué, ministre des Affaires étrangères
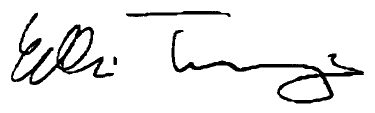
Finlande : Erkki Tuomioja, ministre des Affaires étrangères
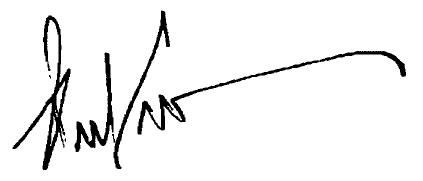
France : Hubert Védrine, ministre des Affaires étrangères
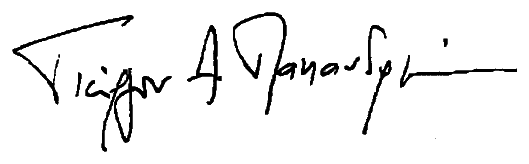
Grèce : Giórgos Papandréou, ministre des Affaires étrangères
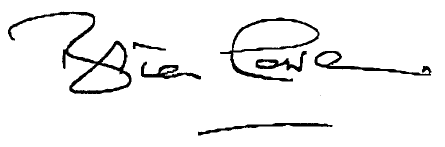
Irlande : Brian Cowen, ministre des Affaires étrangères
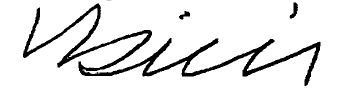
Italie : Lamberto Dini, ministre des Affaires étrangères
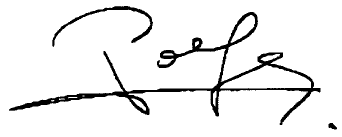
Luxembourg : Lydie Polfer, vice-premier ministre, ministre des Affaires étrangères et du commerce extérieur
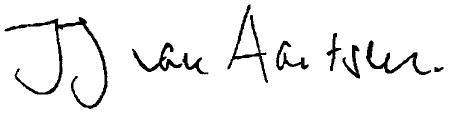
Pays-Bas : Jozias van Aartsen, ministre des Affaires étrangères
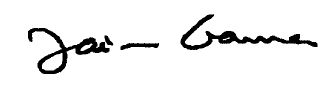
Portugal : Jaime Gama, ministre des Affaires étrangères
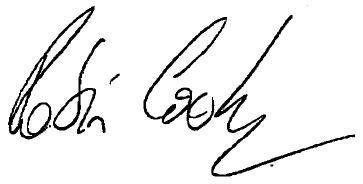
Royaume-Uni : Robin Cook, ministre des Affaires étrangères et du Commonwealth
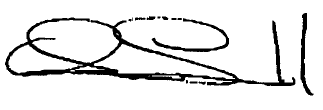
Suède : Anna Lindh, ministre des Affaires étrangères

## Chronologie de l'Union européenne
| Signature Entrée en vigueur Nom du traité | 1948 Traité de Bruxelles                                      | 1951 1952 Traité CECA                             | 1954 1955 Accords de Paris                            | 1957 1958 Traité de Rome (TCEE) Traité Euratom        | 1965 1967 Traité de fusion                            | 1975 1976 institution officieuse    | 1986 1987 Acte unique européen | 1992 1993 Traité de Maastricht (TUE et TCE) | 1992 1993 Traité de Maastricht (TUE et TCE) | 1997 1999 Traité d'Amsterdam (TUE et TCE) | 2001 2003 Traité de Nice (TUE et TCE) | 2007 2009 Traité de Lisbonne (TUE et TFUE) | 2007 2009 Traité de Lisbonne (TUE et TFUE) |  |  |  |  |  |  |  |  |
|                                           |                                                               |                                                   |                                                       |                                                       |                                                       |                                     |                                |                                             |                                             |                                           |                                       |                                            |                                            |  |  |  |  |  |  |  |  |
| Les trois piliers de l'Union européenne   |                                                               |                                                   |                                                       |                                                       |                                                       |                                     |                                |                                             |                                             |                                           |                                       |                                            |                                            |  |  |  |  |  |  |  |  |
| Communautés européennes                   |                                                               |                                                   |                                                       |                                                       |                                                       |                                     |                                |                                             |                                             |                                           |                                       |                                            |                                            |  |  |  |  |  |  |  |  |
|                                           | Communauté européenne de l'énergie atomique (Euratom)         |                                                   |                                                       |                                                       |                                                       |                                     |                                |                                             |                                             |                                           |                                       |                                            |                                            |  |  |  |  |  |  |  |  |
|                                           |                                                               |                                                   | Communauté européenne du charbon et de l'acier (CECA) | Communauté européenne du charbon et de l'acier (CECA) | Communauté européenne du charbon et de l'acier (CECA) | Dissoute en 2002                    | Dissoute en 2002               | Dissoute en 2002                            |                                             | Union européenne (UE)                     | Union européenne (UE)                 |                                            |                                            |  |  |  |  |  |  |  |  |
|                                           |                                                               |                                                   | Communauté économique européenne (CEE)                | Communauté économique européenne (CEE)                | Communauté économique européenne (CEE)                |                                     |                                | Communauté européenne (CE)                  | Communauté européenne (CE)                  | Union européenne (UE)                     | Union européenne (UE)                 |                                            |                                            |  |  |  |  |  |  |  |  |
|                                           |                                                               | TREVI                                             | TREVI                                                 | Justice et affaires intérieures (JAI)                 |                                                       |                                     |                                | Communauté européenne (CE)                  | Communauté européenne (CE)                  | Union européenne (UE)                     | Union européenne (UE)                 |                                            |                                            |  |  |  |  |  |  |  |  |
|                                           | Coopération policière et judiciaire en matière pénale (CPJMP) | TREVI                                             | TREVI                                                 | Justice et affaires intérieures (JAI)                 |                                                       |                                     |                                |                                             |                                             | Union européenne (UE)                     | Union européenne (UE)                 |                                            |                                            |  |  |  |  |  |  |  |  |
|                                           | Coopération politique européenne (CPE)                        | Politique étrangère et de sécurité commune (PESC) | Politique étrangère et de sécurité commune (PESC)     | Politique étrangère et de sécurité commune (PESC)     | Politique étrangère et de sécurité commune (PESC)     |                                     |                                |                                             |                                             | Union européenne (UE)                     | Union européenne (UE)                 |                                            |                                            |  |  |  |  |  |  |  |  |
| Union occidentale (UO)                    | Union occidentale (UO)                                        | Union de l'Europe occidentale (UEO)               | Union de l'Europe occidentale (UEO)                   | Union de l'Europe occidentale (UEO)                   | Union de l'Europe occidentale (UEO)                   | Union de l'Europe occidentale (UEO) |                                |                                             |                                             |                                           | Union européenne (UE)                 |                                            |                                            |  |  |  |  |  |  |  |  |
| Union occidentale (UO)                    | Union occidentale (UO)                                        | Union de l'Europe occidentale (UEO)               | Union de l'Europe occidentale (UEO)                   | Union de l'Europe occidentale (UEO)                   | Union de l'Europe occidentale (UEO)                   | Union de l'Europe occidentale (UEO) | Dissoute en 2011               |                                             |                                             |                                           |                                       |                                            |                                            |  |  |  |  |  |  |  |  |
|                                           |                                                               |                                                   |                                                       |                                                       |                                                       |                                     |                                |                                             |                                             |                                           |                                       |                                            |                                            |  |  |  |  |  |  |  |  |

## Sources

## Compléments